# Breaking the Habit
„Breaking the Habit“ je píseň americké rockové skupiny Linkin Park. Jedná se o devátou skladbu z jejich druhého studiového alba Meteora. Vydána byla jako pátý a poslední singl z tohoto alba.
Píseň zaznamenala celosvětový úspěch.

## Videoklip
Videoklip k písni animovalo Studio Gonzo, režíroval ho Joe Hahn a spoluprodukoval Eric Calderon. Je v něm použita anime stylizace, na kterou dohlížel Kazuto Nakazawa. Celý klip byl natočen při vystoupení kapely a později byl rotoskopován.

## Seznam skladeb
| Pořadí | Název                        | Délka |
| ------ | ---------------------------- | ----- |
| 1.     | "Breaking the Habit"         | 3:16  |
| 2.     | "Crawling" (Live)            | 3:30  |
| 3.     | "Breaking the Habit" (Video) | 3:16  |

## Obsazení

### Linkin Park
- Chester Bennington – zpěv
- Mike Shinoda – klávesy, samply
- Brad Delson – sólová kytara
- Dave Farrell – basová kytara
- Joe Hahn – gramofony, samply
- Rob Bourdon – bicí

### Ostatní hudebníci
- Joel Derouin, Charlie Bisharat, Alyssa Park, Sara Parkins, Michelle Richards, Mark Robertson – housle
- Evan Wilson, Bob Becker – viola
- Larry Corbett, Dan Smith – violoncello
- David Campbell – aranžmá smyčců